# Eucratoscelus pachypus
Eucratoscelus pachypus là một loài nhện trong họ Theraphosidae.
Loài này thuộc chi Eucratoscelus. Eucratoscelus pachypus được miêu tả năm 1990 bởi Joachim Schmidt & von Wirth.